# Marthe La Perrière
Marthe La Perrière (Alenzón, Francia, 1605 - Alenzón, 12 de enero de 1677).  Inventó el punto D'Alencon o lazo D'Alencon.

## Biografía
Nació con el nombre de Marthe Barbot en Alencon y se crio con una hermana, Suzanne. Su padre era Jean Barbot, un fiscal y Suzanne Hourdebourg de quien probablemente obtuvo sus habilidades para hacer encajes. Contrajo matrimonio con Michel Mercier,  sieur de La Perrière en marzo de 1633 colaborando con el matrimonio con 300 libras como ganancias de su trabajo con encaje anterior al mismo. Tuvieron un hijo y estuvieron casados durante 12 años, cuando el esposo falleció y ella permaneció viuda el resto de su vida.
Entre 1677 y 1678 una discapacidad la mantuvo postrada en cama, lograndose reponer y crear el punto D'Alencon.

## Trabajos
Alrededor de 1650, introdujo una técnica de lazo italiano llamada punto de Venecia a Alençon. Siguió trabajando y afinando esta artesanía, y cerca de 1660 inventó el punto de Francia que posteriormente derivó en el punto D'Alencon.
Esta técnica incluía usar vitela para crear el patrón.
Además de la técnica de fabricación de encajes, La Perrière también mejoró la producción de encajes mediante la división de tareas entre diferentes trabajadores, utilizando la división del trabajo. Al alentar a los trabajadores a especializarse en una parte específica del proceso de fabricación del encaje, La Perrière aumentó la calidad del encaje producido.
En 1665,  Jean-Baptiste Colbert expandió rápidamente la industria local del encaje durante el reinado de Luis XIV. Colbert estableció un Taller Real en la ciudad para producir encajes al estilo veneciano, incluido el monopolio de la producción de Point de France, que La Perrière había producido anteriormente.
La Perrière continuó haciendo su encaje en secreto durante el monopolio de diez años.